# 田河水泡
田河 水泡（たがわ すいほう、1899年〈明治32年〉2月10日 - 1989年〈平成元年〉12月12日）は、日本の漫画家、落語作家。本名︰高見澤 仲太郎（たかみざわ なかたろう）。
昭和初期の子供漫画を代表する漫画家であり、代表作『のらくろ』ではキャラクター人気が大人社会にも波及し、戦後もさまざまなキャラクターグッズが作られるなど、社会現象となるほどの人気を獲得した。

## 生涯

### 幼少期 - 学生時代
東京府東京市本所区本所林町（現・東京都墨田区立川）の生まれ。出生直後に母親が亡くなり、父親が再婚するために、仲太郎は子供のいなかった伯父夫婦の元で育てられる。中国画や庭いじりを愛好していた伯父の影響で、仲太郎も絵筆を取るようになる。
しかし、再婚した父親が数年後に亡くなり、育ての親である伯父も仲太郎が小学5年生の時に亡くなると、一転、生活に困窮するようになり、深川区立臨海尋常小学校（現・江東区立臨海小学校）を卒業後は働きに出ざるを得なくなり、薬屋の店員やメリヤス工場の少年工員として働くという「家庭にめぐまれぬ、苦労の多い、孤独な少年期」を過ごした。
その後、徴兵され、朝鮮や満洲で軍隊生活を送り、1922年（大正11年）に除隊し帰国。帰国後は画家を志し、日本美術学校（現・日本美術専門学校）に入学。村山知義らが主宰する前衛芸術集団『マヴォ』に参加し高見沢 路直と名乗っていたものの深入りはせず、1926年（大正15年）に退団。
近所に小林秀雄が住んでおり、妹の小林潤子を見染め、当時の小林宅の大家だった松本恵子（翻訳家）を介して知り合い、1928年（昭和3年）に松本夫妻を仲人に、恵子の知人の牧師により、洋風の結婚式を挙げた。結婚に際し潤子は、病弱な母の面倒を見たいこと、自分のやりたいことをやらせてほしいこと、飲酒を止めてほしいことを条件にし、仲太郎こと田河水泡はすべて了解し、日本禁酒同盟にも参加した（禁酒は挫折）。

### 落語作家時代
仲太郎は卒業後、展示装飾の手伝いや広告デザインの仕事でどうにか食いつなぐ売れない絵描き時代を過ごしていたが、もうひとつの夢であった文筆業への進出を試みる。当初は小説を売り込もうと考えていたが、ライバルが多すぎる上に出版社自体も無名の新人は使わないだろうと考え、当時の大衆誌に必ずといっていいほど掲載されていた落語や講談に目を付け、書き下ろし新作の落語の執筆に取り掛かる。
書き上げた新作落語を大日本雄辯會講談社の「面白倶楽部」に持ち込み掲載されて以降、講談社の別の雑誌からも依頼が来るようになり、売れない絵描きは一転、落語作家として売れっ子になる。当時のペンネームは「高沢路亭」という年寄りみたいなものであり、最初の持込みのときに、対応した編集者から使いの者と勘違いされたというエピソードがある。なお、水泡の新作落語は今日にも残っており、初代柳家権太楼や桂文治 (10代目)が得意としていた『猫と金魚』が有名。

### 兼業漫画家時代
落語作家として売れっ子となる中で、美術学校卒業という経歴が面白がられ、新作落語に挿絵も描いてほしいという依頼を受けるようになる。1年後には、編集者から依頼を受け、新作落語執筆の合間に漫画の執筆に取り掛かる。初連載は1929年（昭和4年）の『人造人間』。ロボットを主人公としたSF作品であり、日本のロボット漫画のパイオニアとも言える。
漫画家としてのペンネームは、本名の高見澤のローマ字表記「TAKAMIZAWA」を「TAKAMIZ・AWA（たかみず・あわ）」と分けて田河水泡（たかみず・あわ）としたが、周囲が“たがわすいほう”と読む為、やがて自らも「たがわ・すいほう」の読みにしてしまった。
なお、漫画を描くようになってからまもなく、漫画発表の舞台を一般雑誌から子供が読む雑誌（婦人向け雑誌も含む）に移し、初の子供向け連載が1929年（昭和4年）の『目玉のチビちゃん』になる。

### のらくろブーム
1929年（昭和4年）、『目玉のチビちゃん』連載開始と前後して結婚。同作の連載終了後、『のらくろ』の執筆に取り掛かる。同作の執筆のきっかけは、結婚後犬を飼い始めた事により、昔写生中に見た陽気な真っ黒な犬を思い出し、あの犬が今どうなっているか気になったので描いてみたというものである。設定を軍隊にすることにより、自らの徴兵時代を反映させる事が可能になり、独特の世界観を作り上げていった。
同作は主人公の階級が上がるたびにタイトルが変わっていくという実験的な作品でもあったが、爆発的な人気を獲得。戦前としては異例の長期連載となった。また、いわゆるのらくろグッズが市場に溢れることになり、日本で初めて漫画のキャラクターが商業的に確立した作品とも言える。1941年（昭和16年）に軍の方針で打ち切られるものの、その影響力は凄まじく、幼い頃の手塚治虫はのらくろを模写し、技術を磨いていたという。戦中も1944年（昭和19年）3 - 10月にかけて、『戦時版よみうり』（読売新聞社）において『のらくろ』の4コマ漫画を連載していた。

### 戦後
戦後は『のらくろ』の執筆を再開する一方、落語の執筆も再開。さらには日本人の笑いの研究に取り掛かる。漫画以外の書籍が増え、文化人的な存在へと変わっていく。1969年（昭和44年）に紫綬褒章を受章。同年、山野を買い取り、それを宅地分譲しながら教育を始めたことで知られる町田市玉川学園八丁目に移住。小田急線を挟んで、南北反対側の高丘の上に居を構えた遠藤周作と並んで、玉川学園という住宅地の代表的な文化人のひとりだった。
後半生はクリスチャンであった。長谷川町子が内弟子になった際、クリスチャンである彼女に夫妻で付き添って自宅の隣にあった教会に通ったことがきっかけで、長谷川が実家に戻った後も妻は教会に通い続けて洗礼を受け、戦後、水泡も洗礼を受けることになった。田河の死後に妻・潤子が完成させた『のらくろ一代記 田河水泡自叙伝』（講談社）では、入信の理由は何度も失敗してきた禁酒を今度こそ成功させるために信仰の力を借りようというものだったとされる。

### 晩年
1987年、勲四等旭日小綬章受章。1989年（平成元年）2月10日、「田河水泡鳩寿（卒寿）とおたまじゃくしの還暦を祝う会」を行う。翌11日、手塚治虫の通夜に出席した際、同行した弟子たちにのらくろの執筆権継承について提案する。

### 死去
1989年12月12日午前2時半、肝臓がんのため神奈川県相模原市の北里大学病院で死去。90歳没。同年11月に日本橋高島屋で開催された「講談社創業80周年大博覧会」初日のテープカットが公の場に姿を現した最後となった。墓所は多磨霊園(24-1-22-52)。
1998年（平成10年）に水泡の遺族は、水泡が幼少期から青年期までを過ごした地域である江東区に遺品を寄贈した。江東区では、公益財団法人江東区文化コミュニティ財団が運営する「森下文化センター」1階を「田河水泡・のらくろ館」として、常設展示している。当地は生地の至近でもある。水泡に関する唯一の展示館。

## 弟子
田河のもとに弟子入りし、後に独立した漫画家は、前述の長谷川の他に倉金章介、杉浦茂、滝田ゆう、山根青鬼、山根赤鬼、森安なおや、永田竹丸、伊東隆夫、野呂新平、ツヅキ敏三、鉄道研究家に転身した三好好三らがいる。また、高城俊男は漫画家としてのデビューは叶わなかったものの作詞家に転じて「鹿児島市民歌」の公募で入選した。
特に山根兄弟と永田は「のらくろトリオ」として漫画の執筆権を受け継ぎ、田河の死後ものらくろの公式漫画やイラストを描き続けた。

## 家族
従兄に浮世絵複製の『高見沢版』で有名な高見沢遠治、妻の高見沢潤子はエッセイストであり、また、アガサ・クリスティやフレドリック・ブラウンの翻訳を手がけた。長男高見澤邦郎は、東京都立大学（首都大学東京を経て、再び東京都立大学）名誉教授。また、富永一朗によると、ダークダックスのパクさんこと高見澤宏は水泡の甥にあたるという。
文芸評論家の小林秀雄は義兄（妻・高見沢潤子の兄）。

## 主な作品
- 目玉のチビちゃん（1929年）
- 人造人間（1929年）日本初のロボット漫画と言われる。主人公の人造人間の名はガムゼー。
- 蛸の八ちゃん（1931年）
- のらくろ（1931年-1941年）
- 凸凹黒兵衛（婦人倶楽部、1933年-1936年）
黒ウサギの黒兵衛を主人公にした作品。
- 窓野雪夫さん（少女倶楽部、1935年-1939年）
漫画家の元で書生をしている窓野雪夫の日常を描いた作品。なお、連載1回目は『窓野雪夫君』で2回目から改題。最後の1年（1939年）はさらに『雪夫さんと七曜組』に改題。
- 漫畫常設館（初期作品集）
- 漫畫の罐詰（初期作品集）
- 『のらくろ先生の観葉植物：緑と花の楽しみ方』1973年、鶴書房。園芸入門書

晩年の著作
- 『滑稽の構造』(1981年11月、講談社）
- 『滑稽の研究』(1987年9月、講談社）、各「滑稽」を論理的に研究した
- 『人生おもしろ説法』(1988年10月、日本キリスト教団出版局）、滑稽話をキリスト教的観点から見た
- 自伝『のらくろ一代記 田河水泡自叙伝』[注釈 2]（講談社）は未完の絶筆となり、妻の高見沢潤子が書き継ぎ完成。1991年12月に、回想『永遠（とこしえ）のふたり　夫・田河水泡と兄・小林秀雄』（講談社）と同時刊行した。

- 落語作家として
  - 猫と金魚（高沢路亭名義）

## 出演
- わたしの自叙伝「田河水泡〜のらくろ誕生前後〜」（1981年1月22日、NHK）[14]

## 田河水泡を演じた人物
田河水泡もしくは、田河水泡をモデルとしたキャラクターを演じた人物
- 愛川欽也 - テレビドラマ『マー姉ちゃん』
- 柴田秀勝 - テレビアニメ『サザエさん』（生誕65周年記念特集）
- 三浦友和 - テレビドラマ『長谷川町子物語〜サザエさんが生まれた日〜』